# Mas de Dalt
El Mas de Dalt o Can Maçanet és una masia a uns dos quilòmetres de Verges (Baix Empordà) inclosa en l'Inventari del Patrimoni Arquitectònic de Catalunya. El mas és a la dreta de la carretera que va a Jafre (GI-634). El conjunt és de tipologia rural, amb elements gòtics i renaixentistes. Es tracta d'un conjunt de construccions realitzades en diversos períodes a l'entorn d'una estructura inicial amb planta de "L" i pati. La façana principal presenta, a la planta baixa, una gran porta d'accés d'arc de mig punt i dovelles de pedra. Hi ha diverses obertures en aquesta façana, les més interessants de les quals, per la seva tipologia característica de la zona, són les dues finestres situades a la banda esquerra, l'una geminada d'arcs trevolats (que ha perdut la columna i el capitell i que conserva la decoració floral de les impostes), i l'altra d'arc polilobulat, amb ampit motllurat i guardapols.
Can Maçanet, conegut popularment com el Mas de Dalt, té el seu origen probablement en els segles XIV-XV, ja que conserva estructures arquitectòniques de tipus més antic que les de la façana principal, que són atribuïbles al segle xvi, període en el qual degué efectuar-s'hi una important reforma (a la sala principal hi ha la data del 1588). Posteriorment s'hi han anat afegint altres dependències i realitzant obres de remodelació, d'acord amb les necessitats del mas.